# Mouvement Weiquan
Le mouvement Weiquan (chinois traditionnel : 維權運動 ; chinois simplifié : 维权运动 ; pinyin : Wéiquán Yǜndòng ; litt. « Mouvement de défense des droits ») ou « mouvement des avocats aux pieds nus» (chinois traditionnel : 光腳律師運動 ; chinois simplifié : 光脚律师运动 ; pinyin : Guāngjiǎo lǜshī yǜndòng) est un réseau informel d'avocats, conseillers juridiques et d'intellectuels qui entreprennent de défendre les victimes d'injustices ou de déni de droit en se référant aux lois en vigueur en Chine. Le mouvement, qui a commencé au début des années 2000, organise des manifestations, cherche à promouvoir des réformes par le système juridique et les médias, défend les victimes de violations des droits de l'homme, et des lettres d'appel, malgré l'opposition du Parti communiste. Parmi les questions traitées par les avocats de Weiquan, on trouve la propriété et le droit au logement, la protection des victimes du SIDA, les dommages à l'environnement, la liberté religieuse, la liberté d'expression et la liberté de la presse, et la défense d'avocats exposés à la radiation ou l'emprisonnement,,.
Les militants de ce mouvement sont constamment harcelés par la police secrète chinoise qui leur fait subir toutes sortes de mesures de rétorsion : arrestations sous les prétextes les plus grossiers, harcèlements, agressions physiques, radiations et, dans les cas les plus extrêmes, torture,. Les autorités ont également répondu au mouvement en lançant une campagne d'éducation sur le « concept socialiste de l'État de droit », qui réaffirme le rôle du Parti communiste et la primauté des considérations politiques dans la profession juridique, et avec les Trois Suprêmes (en), qui inscrivent la suprématie du Parti communiste dans le processus judiciaire.

## Origines
Depuis les réformes juridiques de la fin des années 1970 et 1980, le Parti communiste chinois (PCC) a évolué pour embrasser la langue d'un État de droit et établir un système judiciaire (en) moderne. Il a adopté des milliers de nouvelles lois et réglementations et formé davantage de professionnels juridiques. Le concept d'« État de droit » a été inscrit dans la constitution, et le PCC a lancé des campagnes pour faire connaître l'idée que les citoyens bénéficient d'une protection de la loi. Cependant une contradiction fondamentale empêche la mise en œuvre effective d'un État de droit : le PCC insiste pour que la loi reste soumise à son autorité. La Constitution consacre l'État de droit tout en mettant aussi l'accent sur le principe de la « prééminence du Parti communiste ». Le pouvoir judiciaire n'est donc pas indépendant et reste soumis à la politisation et au contrôle par le PCC. Cette situation a conduit à la mise en place d'un « droit disciplinaire » assurant la survie du régime au lieu d'un « droit libéral » garantissant les droits individuels.
Les décisions judiciaires étant soumises à l'évaluation parfois arbitraires du PCC, les citoyens qui tentent de faire usage du système judiciaire peuvent être réprimés si leur cause est susceptible de saper l'autorité du PCC. Ainsi, les citoyens mis en cause en raison de leur activisme ou de leur croyance religieuse ont souvent peu de moyens de défense efficace.
Le mouvement des « avocats aux pieds nus » a émergé au début des années deux mille en réponse à ces contradictions et à l'exercice arbitraire de la justice en Chine, même si ses racines remontent au mouvement de protection des consommateurs dans les années quatre-vingt dix. La dynamique du mouvement s’est cristallisée au moment du scandale national qu’a représenté le décès, en mars 2003, d’un jeune homme, Sun Zhigang (en), battu dans un centre de détention pour migrants par la police de Canton parce qu’il n’avait pas ses papiers d’identité. Ce scandale a conduit à la fermeture du programme Détention et Rapatriement.
L'émergence du mouvement a été rendue possible par une conjonction de facteurs, notamment un marché pour leurs services et une sensibilité nouvelle au respect des droits. Elle a également été facilitée par la « loi sur les avocats » de 1996 qui a transformé ces derniers en professionnels proposant des services juridiques. Cette loi a permis aux avocats d'acquérir plus d'autonomie vis-à-vis de l'État, même si elle reste limitée,.
Le surnom d'« avocats aux pieds nus » tire son origine des yijiao yisheng (« médecins aux pieds nus »), les paysans de l'époque maoïste qui se voyaient chargés de soigner dans les villages après une formation de base.

## Organisation
Le mouvement est informel et comprend des avocats, des juristes, des universitaires et des activistes qui militent pour les droits civils et défendent les intérêts des citoyens contre les sociétés, le gouvernement ou les organes du Parti communiste. Les avocats aux pieds nus sont généralement du côté de la partie la plus faible : travailleurs migrants dans les conflits avec leur employeur, paysans dans les affaires de fiscalité, d'expropriation ou d'irrégularité lors d'élections de comités de village, citoyens dénonçant la pollution de l'environnement, journalistes face à la censure du Parti, accusés passibles de poursuites pénales et citoyens ordinaires victimes de discrimination de par les actions du gouvernement. Compte tenu du nombre croissant d'avocats en Chine, la proportion d'« avocats aux pieds nus » dans la profession est très faible, d'autant plus qu'ils sont exposés à des risques personnels, financiers et professionnels considérables.
Les « avocats aux pieds nus » sont particulièrement critiques vis-à-vis du manque d'indépendance de la justice en Chine. Ils ne contestent pas le cadre législatif chinois mais s'appuient au contraire dessus pour mener à bien leur activité qu'ils décrivent comme un moyen de défendre et de faire respecter la Constitution. Le mouvement a ainsi été décrit comme une forme de « résistance par la loi » (rightful resistance en anglais) (en).
Parmi les militants les plus connus du mouvement, il y a :
- Chen Guangcheng : avocat, issu d’une famille de paysans pauvres, aveugle depuis l’enfance[23]. Il a du fuir aux États-Unis pour échapper à la répression du Parti communiste[24] ;
- Gao Zhisheng : avocat[23] actuellement porté disparu. Il a notamment défendus des pratiquants du mouvement spirituel persécuté Falun Gong ;
- Hu Jia : l'un des pionniers du blog en Chine[23].
- Pu Zhiqiang, avant son arrestation en juin 2014, a participé à la défense du dissident Ai Weiwei et de membres du Parti communiste chinois ayant subi des tortures dans le cadre d'enquêtes sur des allégations de corruption[25].
- Guo Feixiong : avocat, emprisonné depuis 2013.

Ces hommes et les autres « avocats aux pieds nus » sont inconnus du grand public en Chine : les médias n'ont pas le droit d'en parler, même si leur réputation, à la faveur d'Internet et du bouche-à-oreille, a désormais dépassé le cercle réduit des militants des droits de l'homme. À la campagne, leur assise est néanmoins forte et leur aide juridique est très appréciée en raison de l'absence quasi totale d'avocats inscrits au barreau.